# 2006년 5월 자와섬 지진

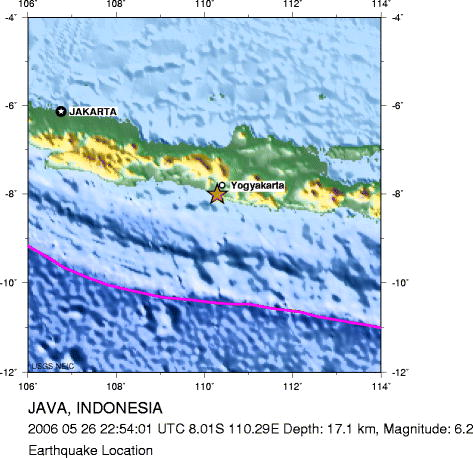
2006년 5월 28일 5시54분(현지시간)에 일어난 욕야카르타 지진

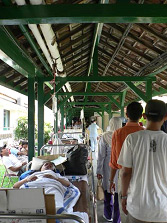
욕야카르타의 한 병원의 환자들

2006년 5월 자와섬 지진은 2006년 5월 28일, 자와섬 중부 욕야카르타에서 일어난 지진이다. 모멘트 규모 6.3이였으며 4~6시간 후에 4.8, 4.6의 여진이 일어났다. 5,782명이 죽었고 36,299명 이상이 다쳤는데 그 중 3580명의 사망자와 1892명의 부상자는 Bantul에서 일어났다. 그 밖에 13만5천 채의 집이 무너지고 150만명의 이재민이 발생하는 등의 피해가 발생했다.

## 같이 보기
- 인도네시아의 지진 목록
- 루시 진흙 화산